# Gemaal Velserbroek
Het Gemaal Velserbroek, of De Velserbroek, is een gemaal van de Velserbroekpolder in de Nederlandse provincie Noord-Holland. Het gemaal werd in 1914 gebouwd en was voorzien van een dieselmotor die een centrifugaalpomp met een capaciteit van 45 m³/min aandreef. Het complex bestaat uit een machinegebouw met voor- en achterwaterlopen, betonnen damsluizen, een spuiduikersluis en een woning voor de machinist.

## Beschrijving
Door de aanleg van het Noordzeekanaal (1865-1876) verdwijnt de getijbeweging en kan het water uit de polder niet meer op natuurlijke wijze worden geloosd bij eb. De bouw van een gemaal werd noodzakelijk en deze kwam in 1914 gereed. In een bakstenen gebouw werd een 1-cilinder Brons ruwolie motor geplaatst met een vermogen van 25 pk. De motor dreef een centrifugaalpomp aan van Louis Smulders & Co met een capaciteit van 45 m³.
Het gemaal is gebouwd aan de Velserdijk nabij de Oostlaandersluis. Het had tot taak het waterpeil in de Velserbroekpolder op niveau te houden. Het water werd uitgeslagen op Zijkanaal B van het Noordzeekanaal. Het gemaal heeft ook korte tijd deel uitgemaakt van de Stelling van Amsterdam en speelde een rol bij de inundatie van het terrein voor de Positie bij Spaarndam.
In 1979 raakte de motor defect en tot 1985 werd gebruik gemaakt van een elektrisch aangedreven noodpomp. In 1985 is het gemaal buiten gebruik gesteld. In dat jaar werd de elektromotor gedemonteerd en de oorspronkelijke Brons dieselmotor weer gerepareerd.
In 2003 droeg het Hoogheemraadschap van Rijnland het gemaal over aan de Stichting Gemaal De Velserbroek. De Oostlaandersluis en het machinepark zijn rijksmonumenten, het gemaal met de waterkeringsluisjes en de machinistenwoning zijn provinciale monumenten. De Velserdijk, de Hadersluis en de Westlaandersluis zijn gemeentelijke monumenten.